# Bolitophila subteresa
Bolitophila subteresa är en tvåvingeart som beskrevs av Garrett 1925. Bolitophila subteresa ingår i släktet Bolitophila och familjen smalbensmyggor.
Artens utbredningsområde är British Columbia. Inga underarter finns listade i Catalogue of Life.